# Мръшичи
Мръшичи (на сръбски: Мршићи) е село в Босна и Херцеговина, разположено в община Власеница, в ентитета на Република Сръбска. Населението му според преброяването през 2013 г. е 69 души, от тях: 60 (86,95 %) бошняци и 9 (13,04 %) сърби.

## Население
Численост на населението според преброяванията през годините:
- 1961 – 102 души
- 1971 – 128 души
- 1981 – 135 души
- 1991 – 98 души
- 2013 – 69 души